# Keramikhäll

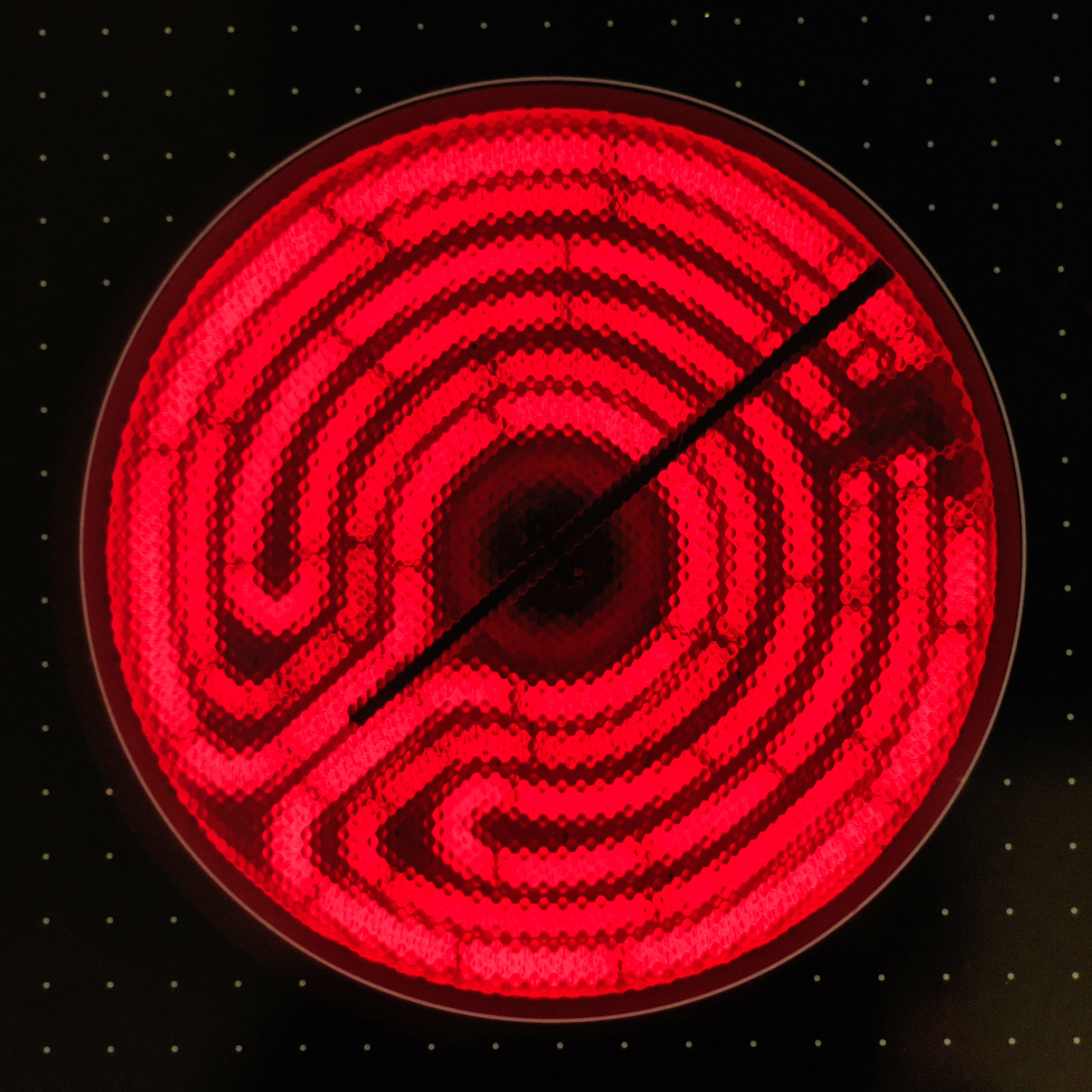
Keramikhäll

Keramikhäll är en variant av elspis. Den har en plan ovansida (utan utstående spisplattor).
En spis med keramikhäll är energisnålare än en traditionell spis med gjutjärnsplattor men ömtåligare. Om varmt socker spills på hällen och får ligga kvar kan en kemisk reaktion utlösas som kan skada den.
Keramikhällen ska rengöras med milt diskmedel och eventuellt en skrapa, dock inte stålull eller kökssvampar med slipmedel då hällen kan repas.
Ett alternativ till keramikhäll är induktionshäll. Den använder en annan teknik och har en snabbare uppvärmning, men är vanligtvis dyrare och fungerar bara med kastruller och grytor av järn eller stål.